# 曹成载
曹成载（韩语： Jo Seongjae，2001年3月13日—），韩国男子游泳运动员，主攻蛙泳，曾获得2022年亚洲运动会男子4×100米混合泳接力银牌，他也曾参加2020年夏季奥林匹克运动会。